# Юрґен Габермас
Ю́рґен Га́бермас (нім. Jürgen Habermas; 18 червня 1929) — німецький філософ і соціолог, представник нової генерації «франкфуртської школи». Відомий роботами із соціальної філософії, що стосуються комунікативної дії, дискурсу та раціональності, що стали новою основою для критичної теорії. Для Габермаса основою суспільства є комунікативні інтеракції, в яких висуваються та відкидаються раціональні аргументи.

## Біографія

### Дитинство, освіта та шлюб
Юрґен Габермас був народжений у 1929 в традиційній сім'ї, що належала до середнього класу. Він народився із розщепленням піднебіння, це викликало складнощі з мовленням, а як наслідок — із спілкуванням із людьми. Двічі йому робили операцію. Сам Габермас зазначає, що проблеми із мовленням підштовхнули його до роздумів про важливість комунікації.
До випуску із гімназії Габермас жив у містечку Гуммерсбах, біля Кельна. Його батько, Ернст Габермас, був виконавчим директором Кельнської палати індустрії та комерції, та з 1933 — членом Націонал-соціалістичної партії Німеччини. Сам Юрґен, як вимагалось для юнаків від 10 років, був членом Гітлер'югенд та восени 1944 року був відправлений на Лінію Зігфрида. Його діяльність у Гітлер'югенд у 2006 році стала приводом для полеміки.
З 1949 до 1954 року Габермас навчався в університетах Ґеттінгену (1949/50), Цюриха (1950/51) та Бонна (1951—1954). Він цікавився філософією, історією, психологією, німецькою літературою та економікою. До його вчителів належали Ніколай Гартманн, Вільгельм Келлер, Теодор Літт, Еріх Ротгакер та Герман Вайн.
У зимовому семестрі 1950/51 він вперше познайомився із Карлом Отто Апелем, чий інтерес до американського прагматизму пізніше вплинув на теоретизування Габермаса. У 1954 році Габермас закінчив докторантуру в Бонні, захистивши дисертацію щодо абсолюту та історії у ідеях Шеллінга, що мала назву Das Absolute und die Geschichte. Von der Zwiespältigkeit in Schellings Denken («Абсолют та історія. Про суперечності у філософії Шеллінга»). Після цього він працював вільним журналістом у таких франкфуртських виданнях нім. Allgemeine Zeitung («Газета про все»), нім. Merkur («Меркурій») та нім. Frankfurter Hefte («Франкфуртські записки»).
У 1955 році Юрґен одружився із Утою Вессельгьофт. Подружжя мало трьох дітей. Тільманн Габермас із 2002 року є професором психоаналізу в Франкфуртському університеті, а Ребекка Габермас з 2000 року — професором історії в Ґеттінгенському університеті.

### Асистент у Франкфурті, габілітація та позаштатний професор

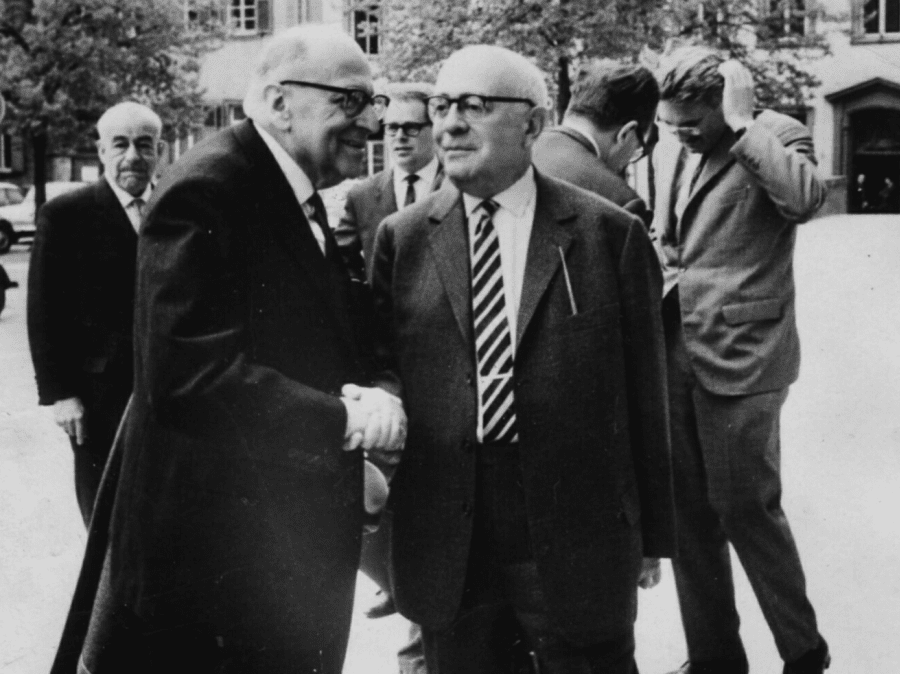
Попереду: Макс Горкгаймер та Теодор Адорно, позаду справа: Юрґен Габермас

Отримавши стипендію у 1956 році він почав вивчати філософію та соціологію у Франкфуртському університеті імені Йоганна Вольфганга Гете в інституті досліджень суспільства під керівництвом критичних теоретиків Макса Горкгаймера та Теодора Адорно. Того ж року Габермас познайомився із Гербертом Маркузе, який справив на нього значний вплив, перевівши його орієнтацію від марксизму до ідей Фройда та раннього Маркса. Його залученість до політичного руху Kampf dem Atomtod («Боротьба із атомною смертю») та участь у радикальнодемократичних студіях Student und Politik («Студент та політика») викликала у Горкгаймера негативну реакцію. Через конфлікт із вчителями, а також через власне переконання, що Франкфуртська школа призупинила розвиток через політичний скептицизм та зневагу до сучасної культури, Габермас закінчив габілітацію у політичних науках в Марбурзькому університеті під керівництвом марксиста Вольфганга Абендрота. Його робота отримала назву Strukturwandel der Öffentlichkeit. Untersuchungen zu einer Kategorie der bürgerlichen Gesellschaft («Структурні зміни відкритості. Дослідження категорії міського суспільства»).
У 1962 році за сприяння Ганса-Ґеорга Ґадамера та Карла Льовіта йому запропонували посаду позаштатного професора в Гайдельберзькому університеті, хоча така посада була нетиповою для тогочасного німецького суспільства. Там він викладав до 1964 року. Співпраця із Ґадамером мала наслідком зацікавленість герменевтикою. Разом з цим Габермас зайнявся аналітичною філософією, зокрема філософією пізнього Віттгенштайна, а також американським прагматизмом: Пірсом, Мідом та Дьюї. У 1963—1965 роках Габермас брав участь у Диспуті про позитивізм, що змусило його осмислити пізнавальний потенціал соціальних наук. Із цього постали ідеї роботи Erkenntnis und Interesse («Пізнання та інтереси»), що побачила світ у 1968 році.

### Професор філософії та соціології
У 1964 році Габермас зайняв посаду Горкгаймера у Франкфуртському університеті. Через чотири роки він видав книжку «Erkenntnis und Interesse», така назва була обрана, щоб відобразити різницю між науковими теоріями та методологіями. Однією із центральних ідей роботи є та, що процес пізнання обумовлений певними груповими або класовими інтересами. Людині притаманні базові інтереси, кожному з них відповідають різні методології та наукові теорії: інтерес до технічних досягнень та об'єктивних процесів (емпірично-аналітичні науки), інтерес до порозуміння при комунікації (герменевтика) та інтерес до емансипації від природних потреб (соціальнонаукова критика та психоаналіз).
Від запропонованої йому посади керівника інституту соціальних досліджень він відмовився, замість цього він разом із Людвігом фон Фрідебургом взяв керівництво над «Семінарами із соціології». Його лекції та семінари відвідували як соціологи, так і філософи.
Під час студентських протестів у Франкфурті Габермас відіграв важливу роль. У 1950-х роках він впроваджував демократичні реформи у систему вищої освіти, і як «лівий» був ідейним натхненником студентського руху 1967/68 років. Разом із Руді Дучке Габермас брав участь у конгресі «Умови та організація опору» у Ганновері. Але різна оцінка соціально-політичної ситуації призвела до конфронтації між Габермасом та радикальними студентами.

### Керівник Інституту Макса Планка
У 1971 році Габермас переїхав до Штарнберга, де до 1981 року очолював у Інституті Макса Планка дослідження умов життя науково-технічного світу. В тому ж році відбулися дебати із Нікласом Луманом щодо його теорії систем.
У 1973 році його було нагороджено Hegel-Preis der Stadt Stuttgart («Премія Гегеля міста Штутгарт»), а у 1976 — Sigmund-Freud-Preis für wissenschaftliche (Премія Зиґмунда Фройда за наукову прозу).
Під час так званої «Німецької осені» 1977 року Габермас висловив свою позицію щодо актуальних спірних питань, зокрема він виступив проти Radikalenerlasses («Положення про радикальні сили») 1972 та виклав теорію неоконсерватизму та свою критику модернізму.
У 1980 році він отримав Премію Теодора Адорно. В 1981 опублікував свою роботу Theorie des kommunikativen Handelns («Теорія комунікативної дії»), в якій посилався зокрема на Джорджа Герберта Міда, Макса Вебера, Еміля Дюркгайма, Талкотта Парсонса, Дьйордя Лукача та Теодора Адорно.

### Професор філософії
Після часткового закриття Інституту Макса Планка дослідження умов життя науково-технічного світу Габермас повернувся у Франкфурт-на-Майн, де він з 1983 року до відходу на пенсію у 1994 році працював на кафедрі філософії, що спеціалізувалась у соціальній філософії та філософії історії. Із середини 1980-х у рамках дослідницького проєкту, що фінансувався Науковим товариством імені Лейбніца та Німецьким науково-дослідницьким співтовариством, Габермас присвятив себе дискурсивній теорії права, своїй власній філософії права та теорії «деліберативної демократії».

## Теорія

### Витоки

#### Гайдеґґер та Лукач
Ідеї молодого Габермаса формувались під впливом філософії Мартіна Гайдеґґера. Тому у своїй дисертації Das Absolute und die Geschichte («Абсолют та історія») він інтерпретував поняття абсолюту у роботах Шеллінга на тлі праці «Буття та час» Гайдеґґера. У центрі інтересів Габермаса знаходилася робота Шеллінга Die Weltalter («Вік Всесвіту»), яку він сприймав як «антропологічно орієнтовану» історію буття. Вона зачіпала такі теми екзистенційної філософії Гайдеґґера як необхідність історичної екзистенції: біль, роз'єднаність, сумніви, зусилля та конфлікти.
Не менш сильний вплив вчинили на Габермаса збірка статей Лукача «Історія та класова свідомість» (Geschichte und Klassenbewußtsein). Зокрема теорія урічевлення Лукача підштовхнула Габермаса глибинніше зайнятись марксизмом, але не віддалила від ідей Гайдеґґера.

### Діалектика раціоналізації
У своїй публікації 1954 року Die Dialektik der Rationalisierung («Діалектика раціоналізації»), крім багатьох ідей висвітлених пізніше у роботі Theorie des kommunikativen Handelns («Теорія комунікативної дії») (1981), Габермас висвітлює під впливом Лукача теорію капіталістичної раціоналізації. Він розрізнює технічну, економічну та соціальну раціоналізацію праці. Раціоналізація редукувала фізичні зусилля робітників, але збільшила ментальні. Він виражає своє ставлення до сучасної техніки та критикує Маркса та описує його негативну роль.
Цю критику він повторює у статті Marx in Perspektiven («Маркс в перспективі») (1955). Маркс не розумів, що не певний стан економіки, а власне сама техніка підштовхує людей, як працюючих, так і споживаючих до стану «відчуження».
Починаючи з літературної доповіді щодо філософської дискусії про Маркса та марксизм (1957) Габермас почав відходити від поглядів Гайдегера та наближатись до Маркса. Він зупиняється на ідеї Маркса, що феномен відчуження виступає не людським виміром, а ознакою певних соціальних відносин. У своїй статті Soziologische Notizen zum Verhältnis von Arbeit und Freiheit («Соціологічні записи про співвідношення роботи та свободи») (1958) Габермас виправляє свій, сформований під впливом Гайдегера, погляд на техніку. Не сама техніка, а власне її політичне застосування провокує відчуження.

### Філософська антропологія
У 1958 році у роботі Philosophische Anthropologie («Філософська антропологія») Габермас заперечує ідею про незмінну природу людини. Із своїм вчителем Еріхом Ротгакером він написав тези щодо історичності людської природи: «Люди живуть і діють кожен у своєму життєсвітті, ніколи у світі»

### Концепт політичної участі
У передмові до роботи Student und Politik («Студент та політика»), співавтором якої він був, Габермас уперше виклав свої ідеї щодо демократії та громадського суспільства. Суть демократії невідривно пов'язана із поняттям політичної участі. Причому, ідея участі у Габермаса пов'язана не лише з рівнем національної держави, але й наднаціональними демократичними інститутами, які він пропонує розвивати в межах Європейського Союзу як альтернативу «технократичній дилемі», коли важливі рішення схвалюються з низькою можливістю громадського контролю..

### Комунікативна дія і дискурс
Юрген Габермас прагнув розробити теорію спілкування, коріння якої лежить у концепції ідеальної мовленнєвої спільноти, теорії, кінцевою метою якої є звільнення власного Ego.
Габермас розрізняє дві форми комунікації: комунікативну дію, метою котрої є обмін інформацією, та дискурс, що допомагає відновити згоду, дискурсивне взаєморозуміння, шляхом обґрунтувань.
Габермас зазначає, що, на відміну від немовленнєвої дії, мовленнєва залежить від інтерпретації суб'єкта і є самодостатня. Мовленнєва дія спрямована на раціональність взаєморозуміння та іллокутивну ціль, що досягається за згодою. На відміну від комунікативної, стратегічна дія передбачає передавання інформації з наміром впливу на об'єкта засобами заохочення та погроз, що не може трактуватися як взаєморозуміння і має перлокутивну ціль.
Поняття комунікативної дії вимагає, щоб дійові особи були розглянуті, як суб'єкти, що говорять і слухають, і пов'язані будь-якими відносинами з об'єктивним, соціальним або суб'єктивним світом, і одночасно висувають певні претензії на значущість того, про що вони говорять, думають, у чому вони переконані. Тому ставлення окремих суб'єктів до світу завжди опосередковані та релятивовані можливостями комунікації з іншими людьми, а також їх суперечками і здатністю прийти до згоди. При цьому, особа, що діє, може висувати такі претензії: його висловлювання істинне (wahr), воно правильне (richtig — легітимно у світлі певного нормативного контексту) або правдоподібне (wahrhaft — коли намір мовця адекватно виражено в вислові). Вільна та відкрита комунікація є основною лінією його теорії, а також — політичних поглядів. Це, зокрема, відображається в участі Габермаса в дискусіях щодо перспектив євроінтеграції, де він стоїть на позиції необхідності зміни вектора інтеграції з економічного на політичний..
Нормальна мовна гра відбувається, якщо:
1) суб'єкт повідомляє та розуміє прагматичний сенс відносин (приклад питання «Що ти маєш на увазі?»);
2) розуміє значення змісту («Як я повинен це розуміти?»);
3) не ставить під сумнів претензії щодо значущості висловлень, що беруть участь в комунікативній дії;
4) залежно від обставин, визнає ці претензії (виникають питання, що призводять до виправдовування).
Лише дискурс передбачає віднайдення причини непорозуміння. Беручи участь в практичному дискурсі, суб'єкт припускає два контрфактичних очікування, він ідеалізує іншого суб'єкта, з погляду інтерсуб'єктивної сфери. Суб'єкт дивиться на іншого як суб'єкта, очікуючи такої самої поведінки, як від себе. Друге очікування поза сферою інтерсуб'єктивності означає, що ми дивимося на іншого як на об'єкта. Суб'єкту невідомо, яких норм дотримується об'єкт, доки в процесі взаємодії він сам їх не визнає.
У схемі комунікативного акту егоцентричні орієнтації та дії суб'єкта підпорядковуються обмеженням мови. Відбувається обмін позиції від тієї, що об'єктивує, до перформативної позиції мовця (заради порозуміння).
Габермас абстрактно виділяє такі випадки дискурсу: комунікативна дія у формі дискурсу або як його засіб (мета: інформація та навчання), терапевтичний дискурс (психоаналіз за участі пацієнта та лікаря), нормальний дискурс (напр. наукова дискусія), нові форми дискурсу (навчання за допомогою дискурсу).

### Життєсвіт та система
Поняття життєсвіт бере свої витоки із феноменологічної соціології, зокрема з робіт Альфреда Щюца. Хабермас вважає, що життєсвіт являє собою погляд із середини окремого суб'єкта. В цьому контексті життєсвіт та комунікативна дія — взаємодоповнюючі поняття. Бо комунікативна дія відбувається всередині життєсвіту, він стає тим трансцендентальним місцем, де зустрічаються той, що говорить та той, що слухає, де вони критикують та вирішують конфлікти, це «контекстноутворюючий фон процесів досягнення розуміння».
Габермас розглядає раціоналізацію життєсвіту, що передбачає, зокрема, зростання раціональної комунікації у життєсвіті. Він вважає, що чим раціональнішим стає життєсвіт, тим більша імовірність того, що взаємодія буде регулюватися раціонально вмотивованим взаєморозумінням. Таке розуміння або раціональний метод досягнення згоди заснований на владі кращої аргументації.
Хабермас вважає, що раціоналізація життєвсвіту передбачає поступову диференціацію різних його елементів. Життєсвіт складається з культури, суспільства й особистості. Кожен елемент пов'язаний з моделями інтерпретації або фоновими уявленнями про культуру та її вплив на дію, про відповідні зразки соціальних відносин (про суспільство) і про те, якими є люди (про особистість), і як їм слід поводитися. Участь у комунікативній дії і досягнення взаєморозуміння з точки зору кожної із зазначених позицій сприяють відтворенню життєвсвіту через зміцнення культури, інтеграцію суспільства і формування особистості. Тоді як ці компоненти тісно переплетені в архаїчних суспільствах, раціоналізація життєсвіту передбачає зростаючу дифференціацію між культурою, суспільством і особистістю.
Система є зовнішнім поглядом на суспільство. Аналізуючи системи, ми налаштовуємося на взаємозв'язок дій, а також на функціональне значення дій та їх роль у збереженні системи. Кожен із найважливіших компонентів життєсвіту (культура, суспільство, особистість) має відповідні елементи системи: культурне відтворення, соціальну інтеграцію та особистісне формування, що відбуваються на рівні системи.
Джерела системи знаходяться в життєсвіті, однак, вона виробляє свої власні структурні характеристики, в числі таких структур: сім'я, держава, економіка та інші. В міру свого розвитку ці структури дедалі більше віддаляються від життєсвіту. Як і в життєсвіті, раціоналізація на системному рівні викликає поступову диференціацію і велику ускладненість. Ці структури стають більш самодостатніми. У міру збільшення їхньої влади вони проявляють все більшу здатність керувати життєсвітом. Вони стають все менш пов'язаними з процесом досягнення консенсусу і, по суті, обмежують прояв цього процесу в життєвому світі. Інакше кажучи, ці раціональні структури, замість того щоб збільшувати здатність до комунікації і досягненню взаєморозуміння, погрожують цим процесам, здійснюючи над ними зовнішній контроль.

### Погляди
У центрі філософських роздумів Габермаса — поняття комунікативного розуму. Першим кроком у розвитку цього поняття була книга «Пізнання та інтерес» (Erkenntnis und Interesse, 1968). У цій праці Габермас шукає модель критичного діалогу, за допомогою якої сподівається заново осмислити позови трансцендентальної філософії, пов'язавши останню з інструментарієм соціальних наук. «Свідомість», що виступала в традиційній європейській онтології як верховний суддя, позбавляється тепер своїх прерогатив, а її місце займає універсальне комунікативне суспільство. При цьому сама комунікація не виступає в ролі вищої та останньої інстанції, оскільки її результати знаходяться в залежності від суспільних умов, і на них можуть впливати відношення панування і підлеглості. Тому критика повинна ще раз проаналізувати суспільство, аби відрізнити вільну комунікацію від комунікації, що знаходиться під впливом відношень панування — підлеглості. У цьому контексті зразками для Габермаса виступають Маркс і Фрейд, що зробили принципово важливий крок на шляху критичного оновлення поняття розуму. Нове поняття розуму критичне (але пов'язане з критикою суспільства, а не тільки з «критикою розуму», як у Канта) і має всезагальний характер (будучи нормою процедур, що виконуються потенційно універсальним комунікативним суспільством, а не актуальною очевидністю всезагального акту «я мислю», як у Декарта або Канта).
Починаючи з 1971 р. (а саме — з виходом невеликої роботи «Попередні роздуми з теорії комунікативної компетенції», Vorbereitende Bemerkungen zu einer Theorie der kommunikativen Kompetenz) Габермас намагається зв'язати комунікативне поняття розуму з «лінгвістичним поворотом», здійсненим англо-американською філософією. Звертаючись до відповідних досліджень К.-О.Апеля (і в тісному співробітництві з ним), Габермас приходить до розробки поняття розуму, що спирається на теорію мовних актів. Ця теорія докладно викладена в двотомній праці «Теорія комунікативної дії» (Theorie des kommunikativen Handelns, 1981).
Своєрідність філософської теорії Габермаса полягає в тому, що він пов'язав поняття розуму з емпіричною теорією соціальної еволюції, розробленої Марксом, Вебером і Парсонсом. Він відкидає філософський апріоризм і зосереджує зусилля на розробці пост метафізичного «філософського проєкту». Це означає, що філософське поняття розуму не є незалежним від емпіричних спостережень і повинно постійно підтверджувати себе в діалозі з конкретними науковими дисциплінами, що відображають факт функціональної диференціації суспільства. Діалог філософії з окремими науками Габермас ілюструє то на прикладі психоаналізу («Пізнання та інтерес»), то на прикладі теорії соціальної еволюції «До реконструкції історичного матеріалізму», Zur Rekonstruktion des historischen Materialismus, 1976), то на прикладі теорії суспільства («Теорія комунікативної дії»), то на прикладі теорії права («Фактичність і значимість», Faktizität und Geltung, 1992). Теорія пізнання можлива лише як теорія суспільства — думка, що проходить через усю творчість Габермаса. На противагу Марксу, Габермас чіко розрізяє філософію історії та теорію суспільної еволюції (наближаючись у цьому пункті до Ж. Піаже, Т. Парсонса і Н. Лумана).
Основний мотив критичної теорії своїх вчителів, Горкгаймера та Адорно, Габермас із самого початку намагався доповнити теорією демократії. Завдяки цьому доповненню Франкфуртська школа була виведена з тупика негативізму й отримала потужний імпульс для подальшого розвитку. Осмислюючи структурну трансформацію суспільства, Габермас ще на початку 1960-х років висунув поняття, яке в кінці того ж десятиліття стало ключовим для цілого покоління революційної студентської молоді. Це поняття — публічність, суспільність (Öffentlichkeit). Іншу важливу тему Габермасівських досліджень утворює взаємозв'язок права і демократії. Ця тема обговорюється Габермасом у його книзі «Фактичність і значимість», де розвинене в попередніх роботах комунікативне поняття розуму застосовується до класичної теорії суверенітету. Стрижнем пропонованої ним теорії права є полеміка з висхідним до К.Шмітта (1888—1985) розділенням волі та розуму (voluntas і ratio). Згідно з Габермасом, формування національного суверенітету слід розуміти як раціональний процес, що включає вироблення суспільної волі, яка зовні цієї раціональної процедури мала б анархічний характер.

Формулювання й поняття Габермаса зумовили помітний вплив на сучасну думку. Висунуті на у 1960-і роки поняття емансипації, теоретико-пізнавального інтересу, комунікації, дискурсу в 1970-і роки були розвинені в концепції «кризи легітимності пізнього капіталізму», а в 1980-і роки доповнені термінами й афоризмами, що поширилися в мові не лише вчених, а й широкої публіки («колонізація життєвого світу», «нова непрозорість» та ін.).
Полеміка Габермаса з «історичним ревізіонізмом» консервативних німецьких істориків дала поштовх дебатам, що вийшли за межі академічної «суперечки істориків». Продуктивне сприйняття ідей Габермаса відчутне в багатьох країнах, особливо у США, де його вплив на молодих радикально налаштованих інтелектуалів є ледве не сильнішим, ніж у ФРН.

### Реакція на вторгнення Росії в Україну
Після повномасштабного вторгнення Росії в України у 2022 році критикує сучасну німецьку політику, відхід від повоєнного менталітету Німеччини, а також за прагнення «відродити патріотизм». Габермаса турбує ідея нації. На думку філософа, під загрозою зараз перебуває «режим діалогу та підтримання миру в німецькій політиці». Криза ця має міжпоколіннєвий характер, вона розвивається між молодими людьми, що забули історію, і старими, що пережили війну. «Між тими, хто зі співчуттям сприймає точку зору нації, що бореться за свою свободу, свої права і своє життя, і тими, хто витягнув інший урок з досвіду холодної війни та розвинув інший менталітет». Головна загроза за Габермасом, таким чином, полягає в ідеї нації, яка зараз активно відроджується в Україні, і яку німці подолали.

## Твори
- Theorie und Praxis, 2 Aufl. Neuwied am Rhein — B., 1967.
- Erkenntnis und Interesse. Fr./M., 1968.
- Strukturwandel der Öffentlichkeit, 5 Aufl. Neuwied am Rhein — B., 1971.
- Technik und Wissenschaft als «Ideologic», 5 Aufl. Fr./M., 1971.
- Zur Logik der Sozial wissenschaften, 2 Aufl. Fr./M., 1971.
- Theorie der Gesellschaft oder Sozialtechnologie — was leistet die Systernforschung? Fr./M., 1971 (mit N. Luhmann).
- Legitimationsprobleme im Spätkapitalismus. Fr./M., 1973.

## Українські переклади
- Хабермас Юрген. Пізнання й інтерес // Читанка з філософії: У 6 книгах. — К.: Довіра, 1993. — Кн. 6: Зарубіжна філософія ХХ ст. — С. 228—238.
- Хабермас Юрген. Комунікативна дія і дискурс — дві форми повсякденної комунікації // Ситниченко Л. Першоджерела комунікативної філософії. — К.: Либідь, 1996. — С. 84-90.
- Габермас Юрґен. Інший спосіб подолання філософії суб'єкта: комунікативний versus суб'єктивний розум // Пер. з нім. А. Богачова / Габермас Юрґен. Філософський дискурс сучасності. — К.: Український філософський фонд, 1998. — С. 5-37.
- Габермас Юрґен. Замах на розум // Пер. О. Соболь / Габермас Юрґен. Філософський дискурс сучасності. — К.: Український філософський фонд, 1998. — С. 38-44.
- Габермас Юрґен. Філософія як берегиня та тлумач / Пер. з нім. В. Купліна // Генеза: Філософія, історія, політологія. — 1998. — № 1-2 (6-7). — С. 64-74.
- Габермас Ю. Єдність розуму в розмаїтті його голосів // Єрмоленко А. М. Комунікативна практична філософія: Підручник. — К.: Лібра, 1999. — С. 255—286.
- Габермас Ю. Дії, мовленнєві акти, мовленнєві інтеракції та життєвий світ // Єрмоленко А. М. Комунікативна практична філософія: Підручник. — К.: Лібра, 1999. — С. 287—324.
- Габермас Ю. Мораль і моральність. Чи стосуються гегелівські заперечення Канта також і дискурсивної етики? // Єрмоленко А. М. Комунікативна практична філософія: Підручник. — К.: Лібра, 1999. — С. 325—345.
- Габермас Ю. Про суб'єкта історії. Деякі мікування щодо хибних альтернатив // Єрмоленко А. М. Комунікативна практична філософія: Підручник. — К.: Лібра, 1999. — С. 346—354.
- Габермас Юрґен. Структурні перетворення у сфері відкритости. — Львів: Літопис, 2000. — 320 с.
- Габермас Ю. Філософський дискурс Модерну / Пер. з нім. В. Купліна. — К.: Четверта хвиля, 2001. — 424 с.
- Філософія сьогодні. Розмови з У. Беком, Г.-Ґ. Ґадамером, Ю. Габермасом, Г. Йонасом, О. Гьофе, В. Гьосле, Р. Рорті та ін. За ред. У. Бьома // Пер. з нім. А. Богачова. — К.: Альтерпрес, 2003. — 168 с.
- Габермас Юрґен. Громадянство і національна ідентичність // Умови громадянства: Зб. ст. / Під редакцією Варта ван Стінбергена: Пер. з англ., передмова та примітки Іваненко О. О. — К.: Український Центр духовної культури, 2005. — С. 49-70.
- Габермас Юрґен. Залучення іншого: Студії з політичної теорії / Пер. з нім. А. Дахнія. — Львів: Астролябія, 2006. — 416 с.
- Габермас Ю. Постметафізичне мислення. Філософські статті. Розділ 1. Повернення до метафізики? // Філософія освіти: науковий часопис. — К., 2010. — № 1/2. — С. 68-102.
- Габермас Ю. Постметафізичне мислення / Пер. з нім. В. Купліна. — К.: Дух і літера, 2011. — 280 с.
- Габермас Ю. На хвилі думок (інтерв'ю Маркусу Шверінгу) // Філософія права і загальна теорія права: науковий журнал: додаток до юридичного журналу «Право України». — К., 2014. — № 1/2. — C. 486—493.
- Габермас Юрген. До реконструкції історичного матеріалізму / Пер. з нім. В. Купліна. — К.: Дух і літера, 2011. — 320 с.